# Makoto Yonekura
Makoto Yonekura (米倉誠?, Yonekura Makoto; Gunma, 28 dicembre 1970) è un ex calciatore giapponese, di ruolo centrocampista.

## Carriera
Ha militato nel NKK, nel Nagoya Grampus e nel Cerezo Osaka.